# Enrico Bernardi
Enrico Zeno Bernardi (Verona, 20 de mayo de 1841–Turín, 21 de febrero de 1919) fue un ingeniero italiano, uno de los pioneros del automóvil en su país.

## Semblanza
Criado en Verona, Bernardi pasó gran parte de su tiempo libre en los talleres mecánicos de su ciudad, donde adquirió las habilidades necesarias para poner sus ingeniosas ideas en práctica. En 1856, presentó un modelo de un motor de vapor y locomotora en la Exposición Agrícola de Verona, donde recibió una mención de honor por su trabajo.

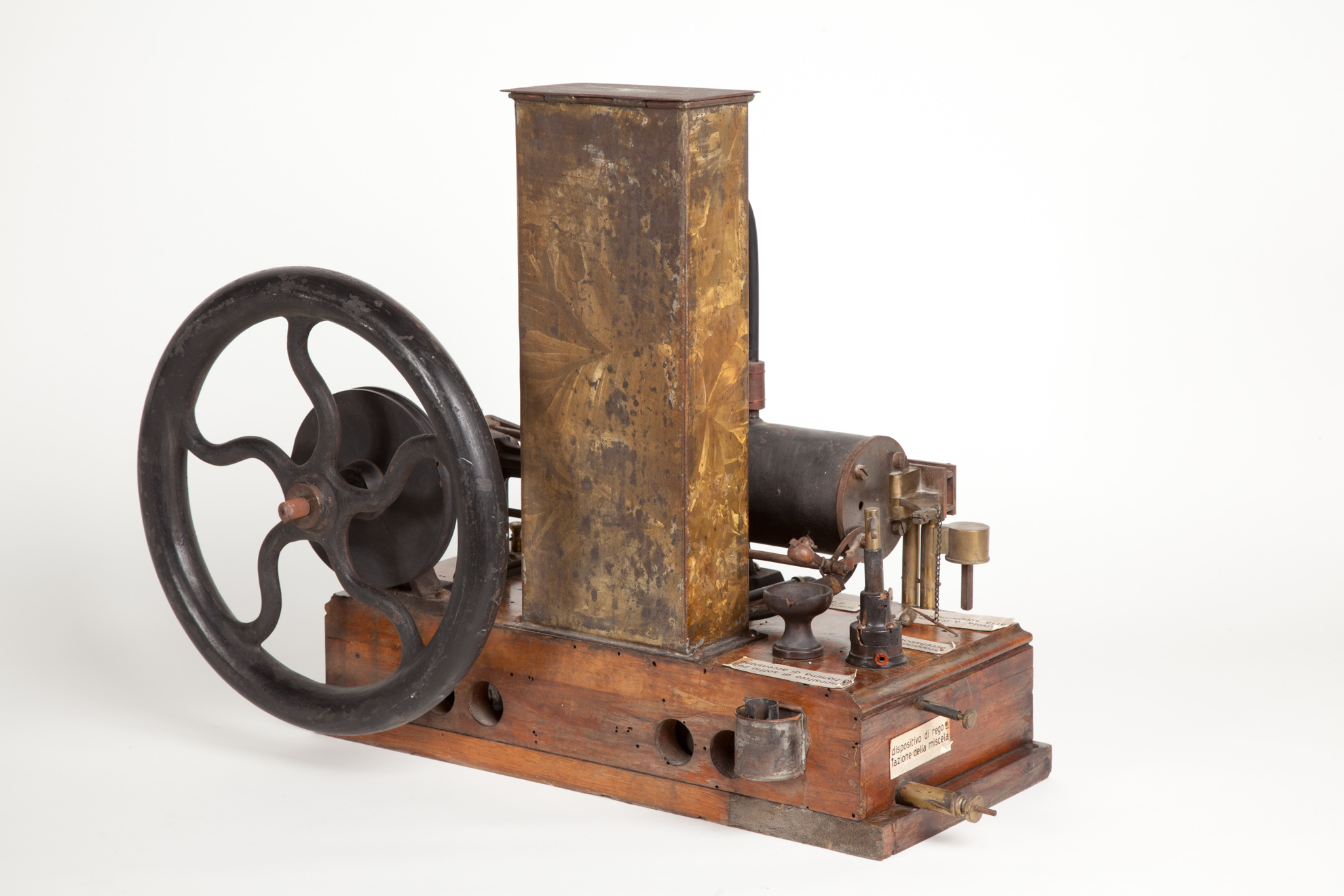
Prototipo de motor de combustión interna construido por Enrico Bernardi, exhibido en el Museo Nacional de la Ciencia y la Tecnología Leonardo da Vinci, Milán.

Completó su educación secundaria en Verona y se matriculó en la Universidad de Padua en octubre de 1859. Obtuvo un doctorado en matemáticas por la Universidad de Padua en junio de 1863, permaneciendo en la Universidad como ayudante de las cátedras de los departamentos de geodesia, hidrometría, mecánica clásica, y física experimental.
En 1867, Bernardi consiguió la cátedra de Física y Mecánica en el Instituto Real de Industria Vocacional en Vicenza. Convertido en decano del Instituto Real, se mantuvo en el cargo hasta 1878, cuando pasó a ser profesor de Maquinaria Hidráulica y Agrícola en la Universidad de Padua, en la que dirigió el Instituto de Maquinaria desde 1879 hasta 1915.
El 5 de agosto de 1882 puso en funcionamiento el Motrice Pia, el primer motor de combustión de gasolina (monocilíndrico, con un cubicaje de 121.6 cm³), casi al mismo tiempo que el alemán Carl Benz. El motor se usó para impulsar la máquina de coser de su hija Pía, y más adelante lo montó en el triciclo de su hijo en 1884. Una compañía de Padua llamada Miari & Giusti comenzó a producir motores Bernardi y coches en 1894. Al poco tiempo la compañía fue absorbida por la Società Italiana Bernardi. La producción cesó en 1901.
Después de retirarse de la actividad académica, se mudó en 1917 a Turín, donde murió dos años más tarde.

## Eponimia
Bernardi fue honrado de varias maneras:
- El museo de coches antiguos de Padua Museo delle Macchine "Enrico Bernardi".
- El asteroide, 25216 Enricobernardi conmemora su nombre.